# Shoalwater Islands Marine Park
Shoalwater Islands Marine Park är en park i Australien. Den ligger i delstaten Western Australia, omkring 44 kilometer söder om delstatshuvudstaden Perth.
Runt Shoalwater Islands Marine Park är det tätbefolkat, med 257 invånare per kvadratkilometer.. Närmaste större samhälle är Rockingham, nära Shoalwater Islands Marine Park. 
Genomsnittlig årsnederbörd är 1 018 millimeter. Den regnigaste månaden är maj, med i genomsnitt 176 mm nederbörd, och den torraste är februari, med 9 mm nederbörd.